# Bündner Herrschaft
De Bündner Herrschaft is het noordelijkste deel van het kanton Graubünden in Zwitserland. Het ligt oostelijk van de Rijn, tussen Landquart in het zuiden en het kanton Sankt Gallen en Liechtenstein in het noorden.
De gemeentes Fläsch, Maienfeld, Jenins en Malans met tezamen ca. 5800 inwoners vormen de Bündner Herrschaft.
De naam stamt uit de tijd dat Maienfeld en Malans politiek en bestuurlijk onder de drie bonden (Grauer Bund, Gotteshausbund en Zehngerichtebund) vielen.
De Bündner Herrschaft is het grootste wijnbouwgebied van Graubünden met een klimatologisch gunstige ligging. Het klimaat is relatief mild door de invloed van föhnstromingen. De wijn wordt hoofdzakelijk regionaal verbruikt en stamt van druivenrassen als de "Blauburgunder" (Pinot noir). Sinds de zelf-opgelegde productiebeperkingen in de jaren 80 en 90 van de 20e eeuw is de kwaliteit van deze wijnen aanmerkelijk verbeterd.
Het gebied is verkeerstechnisch ontsloten door de spoorlijn Chur-Sargans en verder naar Zürich of Sankt Gallen en door de autosnelweg A13.